# 川村学園女子大学
川村学園女子大学（かわむらがくえんじょしだいがく、英語: Kawamura Gakuen Woman's University）は、千葉県我孫子市下ケ戸1133に本部を置く日本の私立大学。1924年創立、1988年大学設置。大学の略称はKGWU。

## 沿革

### 年表
- 1924年（大正13年） - 川村文子が東京・目白に川村女学院を創立
- 1927年（昭和2年） - 川村女学院附属幼稚園を開設
- 1929年（昭和4年） - 高等専攻科を開設（国文科・家政科）。北軽井沢に「山の寮」を建築
- 1930年（昭和5年） - 沼津に「海の寮」を建築
- 1932年（昭和7年） - 川村女学院初等部を開設
- 1943年（昭和18年） - 川村女学院高等女学科を川村女学院高等女学校と改称。運営を法人組織に改め、財団法人川村女学院とする
- 1947年（昭和22年） - 川村女学院中学校を開設。川村女学院初等部を廃止。川村文化教室を開設
- 1948年（昭和23年） - 川村高等学校を開設。川村女学院中学校を川村中学校と改称。川村文化教室が各種学校として認可。沼津の「海の寮」を利用して保育園を開園。川村女学院付属幼稚園を廃止
- 1951年（昭和26年） - 学校法人川村学園と改称。川村小学校を開設。沼津の「海の寮」を利用した保育園を廃止
- 1952年（昭和27年） - 川村短期大学を開設。川村幼稚園を開設。川村文化教室を夜間に変更
- 1953年（昭和28年） - 六華幼稚園を開設
- 1965年（昭和40年） - 六華幼稚園を川村第二幼稚園と改称
- 1972年（昭和47年） - 川村文化教室を川村文化学院と改称
- 1977年（昭和52年） - 川村文化学院を昼間に変更
- 1988年（昭和63年） - 川村学園女子大学を設立（文学部・英語英文科、史学科、心理学科）
- 1991年（平成3年） - 教育学部開設（社会教育学科、情報教育学科、幼児教育学科）
- 1993年（平成5年） - 川村学園小倉台幼稚園開設。川村第二幼稚園を休園
- 1996年（平成8年） - 川村文化学院本科・選科を夜間部とし、川村オープンアカデミーと改称
- 1999年（平成11年） - 大学院人文科学研究科開設（心理学専攻修士課程、生涯学習学専攻修士課程）。川村第二幼稚園を廃止
- 2000年（平成12年） - 人間文化学部開設（日本文化学科、観光文化学科、生活環境学科）
- 2002年（平成14年） - 教育学部の情報教育学科を情報コミュニケーション学科に改組
- 2003年（平成15年） - 川村学園女子大学心理相談センターを開設
- 2004年（平成16年） - 文学部の英語英文学科を国際英語学科に、人間文化学部の生活環境学科を生活文化学科に改組。大学院人文科学研究科に比較文化専攻博士課程前期・博士課程後期開設。川村学園女子大学と川村短期大学の校舎の共用を開始
- 2005年（平成17年） - 川村学園女子大学人間文化学部生活文化学科の目白キャンパスを開設
- 2006年（平成18年） - 千葉県我孫子市に川村学園女子大学附属保育園開設。川村学園小倉台幼稚園廃止
- 2007年（平成19年） - 川村文化学院を廃止
- 2008年（平成20年） - 教育学部に児童教育学科を開設。教育学部の情報コミュニケーション学科募集停止
- 2010年（平成22年） - 人間文化学部の生活文化学科を目白キャンパスから我孫子キャンパスへ移転
- 2011年（平成23年） - 人間文化学部を生活創造学部に改組（生活文化学科、観光文化学科）。文学部に日本文化学科を開設。大学院人文科学研究科に教育学専攻修士課程を開設。大学院人文科学研究科生涯学習学専攻修士課程を学生募集停止
- 2012年（平成24年） - 教育学部の情報コミュニケーション学科、大学院人文科学研究科の生涯学習学専攻修士課程を廃止
- 2015年（平成27年） - 目白キャンパスを開設。文学部国際英語学科、生活創造学部観光文化学科を我孫子キャンパスから目白キャンパスへ移転
- 2018年（平成30年） - 教育学部の社会教育学科を廃止
- 2025年 (令和7年) - 教育学部の募集停止
- 2026年 (令和8年) - 文学部国際英語学科及び生活創造学部の募集停止。これにより、目白キャンパスは廃止。

## 学部・学科
- 文学部
  - 国際英語学科
  - 史学科
  - 心理学科
    - 心理学専攻
    - 臨床心理学専攻

  - 日本文化学科
- 教育学部 (2025年学生募集停止)
  - 幼児教育学科
  - 児童教育学科
- 生活創造学部
  - 生活文化学科
  - 観光文化学科

## 大学院
- 人文科学研究科
  - 比較文化専攻（博士前期課程、博士後期課程）
  - 心理学専攻（修士課程）
  - 教育学専攻（修士課程）

## 付属機関
- 川村学園女子大学図書館
- 心理相談センター
- 川村学園興文寮（学生寮）

## 対外関係
他の大学との協定等
国内・学術交流等協定校
- 放送大学[1]

国際・学術交流等協定校
- 中山医学大学 医学人文社会学部 応用外国語学科（台湾・台中市）
- チチェスター・カレッジ（イギリス・ウェスト・サセックス州・チチェスター）

## 大学関係者

### 出身者
※ 五十音順
- 海老名美どり - タレント。海老名香葉子の長女。短期大学卒業。
- 加藤圭 - 将棋女流棋士[2]
- 鈴木淑子 - 競馬ジャーナリスト。短期大学卒業。
- 仁香 - ファッションモデル。短期大学卒業。
- 西島三重子 - シンガーソングライター。途中で和光大学芸術学科に編入。
- 長谷川京子 - モデル・女優。生活科学科。
- 藤田咲 - 声優
- 山田邦子 - タレント、お笑い芸人。1981年家政科（後の生活学科）卒業。

## 併設校
- 川村学園女子大学附属保育園
- 川村幼稚園
- 川村小学校
- 川村中学校・高等学校